# 좀비 서바이벌 가이드
《좀비 서바이벌 가이드 (살아있는 시체들 속에서 살아남기 완벽 공략)》(영어: The Zombie Survival Guide: Complete Protection from the Living Dead)은 2003년 발행된 맥스 브룩스의 책이다. 이 책은 좀비에 대한 풍자적인 생존 매뉴얼로, 좀비의 행동, 방어 전략 및 전술에 대한 정보를 포함하고 있으며 전체적으로 좀비 발생 가능성에 대한 사례 연구도 포함하고 있다. 허구의 주제에도 불구하고 이 책에는 일반적으로 재난 대비에 대한 실용적인 정보도 포함되어 있다.
2006년에 발간된 《세계 대전 Z》는 이 책의 후속작격인 작품이다.